# Jack D. Moore
Jack D. Moore (15 de abril de 1906 — Santa Monica, 29 de dezembro de 1998) é um diretor de arte estadunidense. Venceu o Oscar de melhor direção de arte na edição de 1950 por Little Women, ao lado de Cedric Gibbons, Paul Groesse e Edwin B. Willis.